# Ковдор
Ковдор (рус. Ковдор) град је на крајњем северозападу европског дела Руске Федерације. Налази се на крајњем западу Мурманске области, недалеко од границе са Финском, и административно припада ковдорском рејону чији је уједно и административни центар.
Према проценама националне статистичке службе Русије за 2016. у граду је живело 17.110 становника.

## Географија
Град Ковдор налази се на западу Мурманске области, на око 190 километара југозападно од града Мурманска, односно на око 1.366 километара северозападно од Москве. Град се налази на северној обали истоименог језера по којем је и добио име.

## Историја
Године 1933. на подручју на ком се налази савремени Ковдор откривена су значајна лежишта железне руде. Већ годину дана касније започеле су прве експлоатације, а рударска активност је провремено прекинута током Другог светског рата. По окончању рата настављена је рударска активност, а 1953. започело се и са изградњом топионице и насеља у ком су живели запослени у руднику.
Новоосновано радничко насеље име је добило по језеру на чијим северним обалама је саграђено, а већ 20. септембра 1965. Ковдору је додељен званичан статус града. Пре него је формиран засебан Ковдорски рејон, град Ковдор и његова околина налазили су се у саставу, прво Кировског, а потом и Апатитског округа.

## Демографија
Према подацима са пописа становништва 2010. у граду је живело 18.820 становника, док је према проценама националне статистичке службе за 2016. град имао 17.110 становника.
| 1939. | 1959. | 1970.  | 1979.  | 1989.  | 2002.  | 2010.  | 2016.   |
| ----- | ----- | ------ | ------ | ------ | ------ | ------ | ------- |
| ---   | 5.358 | 12.387 | 23.211 | 30.478 | 20.867 | 18.820 | 17.110* |

Према статистичким подацима из 2016. град Ковдор се налазио на 732. месту 1.112 званичних градова Руске Федерације.

## Привредна
Главни извор прихода градског становништва и најважнији провредни колектив у граду је „Ковдорски рударско-топионичарски комбинат” (рус. Ковдорский горно-обогатительный комбинат) који је други по значају произвођач концентрата апатита у Русији, и јединствен у свету по производњи концентрата баделејта. Комбинат је значајан и као велики произвођач и прерађивач руде гвожђа.

## Партнерски градови
Град Ковдор има потписане уговоре о међународној сарадњи са следећим градовима:
- Хапаранда (Шведска)
- Сала (Финска)